# Julian Sark
Julian Sark er en fiktiv karakter i tv-serien Alias. Den letpåvirkelige Sark har en gennemtrængende britisk accent. Han er en hård forretningsmand, der udelukkende handler ud fra pengebeløbene.I flere sæsoner har han hjulpet CIA, enten mod betaling eller hvis de havde en klemme på ham. 
Julian Sark spilles af skuespilleren David Anders som i virkeligheden er amerikaner. 